# Средиште
Сре́диште (болг. Средище) — село в Силістринській області Болгарії. Входить до складу общини Кайнарджа.

## Населення
За даними перепису населення 2011 року у селі проживали 1370 осіб.
Національний склад населення села:
| Національність   | Кількість осіб | Відсоток |
| ---------------- | -------------- | -------- |
| цигани           | 679            | 52,5%    |
| турки            | 306            | 23,7%    |
| болгари          | 278            | 21,5%    |
| інша             | 20             | 1,5%     |
| не визначились   | 10             | 0,8%     |
| Всього відповіли | 1293           |          |

Розподіл населення за віком у 2011 році:
Динаміка населення: